# Джоузефин Анджелини
Джоузефин Анджелини (на английски: Josephine Angelini) е американска актриса и писателка на бестселъри в жанра паранормален любовен роман и фентъзи.

## Биография и творчество
Джоузефин Анджелини е родена през 1975 г. в Ашланд, Масачузетс, САЩ, във фермерско семейство. Баща ѝ е италианец, а тя е най-малката от шест сестри и един брат.
Завършва Школата по театрални изкуства „Тиш“ към Нюйоркския университет с бакалавърска степен по специалност кино и фокус върху класиката. След дипломирането си се премества в Лос Анджелис, където се снима в няколко филма във второстепенни роли. Работи и като барманка, за да се издържа. Опитва се да пише поезия, насочва се и към писането на сценарии, но няма успех.
През 2010 г. започва да пише романи. Първият ѝ роман „Любов под гибелна звезда“ от едноименната поредица е публикуван през 2011 г. В този митологичен разказ главната героиня е 16-годишната Хелън Хамилтън, която постепенно научава, че е превъплъщение на Елена от Троя, а любовта ѝ към новото момче в града Лукас Делос е предопределение за започване на война. Романът става международен бестселър и дава старт на писателската ѝ кариера.
Произведенията на писателката са издадени в над 20 страни по света.
Джоузефин Анджелини живее със семейството си в Лос Анджелис.

## Произведения

### Серия „Любов под гибелна звезда“ (Awakening)
1. Starcrossed (2011)
Любов под гибелна звезда, изд.: „Интенс“, София (2011), прев. Деница Райкова
2. Dreamless (2012)
Безсънна. Търсачът в дълбините, изд.: „Интенс“, София (2012), прев. Деница Райкова
3. Goddess (2013)
Богиня. Създателката на светове, изд.: „Интенс“, София (2014), прев. Деница Райкова

### Серия „Пътешественик“ (Worldwalker Trilogy)
1. Trial By Fire (2014)
2. Firewalker (2015)
3. Witch's Pyre (2016)

### Самостоятелни романи
- Snow Lane (2018) – с Джози Анджелини
- What She Found in the Woods (2019)

### Филмография
- 2002 Re: Stinky Boss – като Емили Уотс
- 2000 100 Girls – като Мишел
- 2000 The Best Man? – като Сондра